# Blotilé
Blotilé est une localité située à l'ouest de la Côte d'Ivoire, et appartenant au département de Bangolo, dans la Région des Montagnes. La localité de Blotilé est un chef-lieu de commune.